# Expo 2010
Expo 2010 var en verdensudstilling, der blev afholdt i Shanghai i Kina fra 20. april til 31. oktober 2010 (officielt fra 1. maj). Udstillingens tema var "Bedre by – bedre liv". Udstillingen dækkede 5,28 km² på begge sider af Huangpu-floden. Hovedbygningen og de nationale pavilloner lå på Pudong-siden mens bypavillonerne lå på Puxi-siden. Der var færger mellem de to bredder, og desuden var der flere metrostationer på Expo-området. Det blev forventet at 70 millioner ville besøge Expo 2010, heraf 10 % udlændinge. Over 200 lande og organisationer havde stande på udstillingen, også Danmark.

## Åbningsceremonien
Åbningsceremonien blev holdt den 30. april om aftenen med deltagelse af mere end 40 statsoverhoveder, regeringsleder, ministre mv. blandt andet Frankrigs præsident Nicolas Sarkozy, Hollands premierminister Jan Peter Balkenende og EU-Kommissions formand Jose Manuel Barroso. Ceremonien bestod af en indendørs og en udendørs del. I indendørsdelen medvirkede blandt andet Jackie Chan, pianisten Lang Lang og Andrea Bocelli. Udendørs var der fyrværkeri, laserlys, springvand og danseshow. Præsident Hu Jintao erklærede Expoen for åben.

## Den danske pavillon
Den danske pavillon viste bæredygtige danske klima- og energiløsninger samt arkitektur og design. Arkitektfirmaet Bjarke Ingels Group designede den danske pavillon og statuen Den lille havfrue, der normalt står i København ved Langelinie, stod i pavillonen. Det var oprindeligt tanken at havfruen skulle stå i et bassin med vand fra Københavns Havn for at give en ægte oplevelse. Det blev dog droppet, da vandet ikke kunne holde sig frisk på turen fra København til Shanghai. Pavillonen blev indviet og havfruen kunne ses fra den 25. april.
Pavillonen var spiralformet og der var bycykler man kunne cykle hele vejen rundt på pavillonen på. Designet signalerede dansk minimalisme. Hver dag blev pavillonen besøgt af cirka 30.000 gæster. Da udstillingen lukkede var pavillonen blevet besøgt af flere, end der bor i Danmark (5,55 millioner), og den modtog bronzemedalje for bedste design.
Odense deltog sammen med 55 andre byer uafhængigt af de nationale udstillinger. Odenses udstilling hed Spinning Wheels og havde til formål at promovere Odense som cykelby.

## Expo Axis
Hovedbygningen "Expo Axis" havde verdens største membrankonstruktion og blev bygget af SBA (arkitekt) og Knippers Helbig (bygningsingeniør). Bygningen består af nogle stål/glas tragter med en 1000 m lang membrankontruktion. Den blev bygget færdig i slutningen af 2009 og den forbandt de fire permanente bygninger: Den kinesiske pavillon, Tema pavillonen, Expo Center og Performance Center samt adgang til metro.